# James Aldridge
Harold Edward James Aldridge (White Hills, 1918. július 10. – London, 2015. február 23.) ausztrál-brit író és újságíró. Világháborús riportjai világszerte jelentek meg. Több mint 30 könyv szerzője volt, úgymint szépirodalmi és ismeretterjesztő művek, köztük háborús és kalandregények, valamint gyerekeknek szóló könyvek.

## Életrajza
Aldridge White Hillsben született, Bendigo egyik külvárosában, Victoria államban. Az 1920-as évek közepére az Aldridge család Swan Hillbe költözött, és Aldridge sok ausztrál története az ottani életén alapul. A London School of Economicsban tanult. Visszatért Ausztráliába, és 1935 és 1938 között a The Sun News-Pictorialnál dolgozott Melbourne-ben. 1938-ban Aldridge Londonba költözött, ahol 2015-ben bekövetkezett haláláig maradt.
A második világháború alatt Aldridge haditudósítóként szolgált a Közel-Keleten, és beszámolt a tengelyhatalmak Görögország és Kréta elleni invázióiról. Tapasztalatai alapján megírta első regényét, a Signed with Their Honor-t és a könyv 1942-ben jelent meg Nagy-Britanniában és az Egyesült Államokban is, és azonnal bestseller lett. A regény középpontjában a brit Királyi Légierő egy kitalált fiatal pilótája, John Quayle áll, aki elavult Gladiator repülőgépekkel repül az igazi 80-as osztagban a tengelyhatalmak nagyobb és erősebb légiereje ellen Görögország, Kréta és Észak-Afrika felett 1940–1941 között. A regényt jelentős dicséretben részesítették a recenzensek, köztük a The Miami News, amely szerint "...olyan látványosak a leíró részek, hogy az olvasó megízleli a port és érzi a rovarcsípéseket az egyiptomi hőségben." Herbert Faulkner West amerikai kritikus kijelentette, hogy a könyv "valódi ígéretet mutatott", és háborús regényei közül a legjobbnak minősítette. A könyv Aldridge egyik legsikeresebb könyvének bizonyult, és 1988-ig nyomtatták. Az 1943-as kísérlet, hogy a regény alapján filmet készítsenek, félbemaradt, amikor a forgatás során két Gloster Gladiator kétfedelű repülőgép megsemmisült egy légi ütközésben az Egyesült Királyság Shropshire-i RAF bázisán.
Második regénye, The Sea Eagle (1944), amelynek középpontjában az ausztrál katonák álltak Kréta 1941-es bukása idején és után, szintén sikeres volt, de kevésbé kedvező kritikákat kapott, mint az első könyve. Az amerikai kritikus, N. L. Rothman azonban a Saturday Review-ban méltatta a regényt „időtlenségéért” és prózájának magas színvonaláért. Aldridge korai regényeire nagy hatással volt Ernest Hemingway amerikai író irodalmi modora. A tengeri sasért Aldridge elnyerte a John Llewellyn Rhys-díjat.
Aldridge legsikeresebb és legszélesebb körben publikált regénye, a The Diplomat 1949-ben jelent meg. Az iráni azerbajdzsáni forradalom közepette játszódó kémkedés és politikai dráma vegyes kritikákat kapott. A The Anglo-Soviet Journal elragadónak és lenyűgözőnek nevezte. Egy Kirkusban megjelent amerikai kritika azonban elismerte, hogy a könyv ígéretes és eredeti ugyan, de lassúnak, ismétlődőnek és kínos stílusúnak minősítette.
1950-ben megjelent The Hunter című regénye bebizonyította, hogy Aldridge hajlandó volt különféle műfajokkal és beállításokkal próbálkozni. A regény cselekménye az Ontario bokrosvidék vadonjában élő prémvadászokról szól.
Aldridge következő könyve 1954-ben jelent meg, a Heroes of the Empty View című regénye, amely egy angol hős-kalandort ábrázol a Közel-Keleten T. E. Lawrence és Charles Gordon jegyében. A brit író, Mervyn Jones a Tribune magazinban bírálta a regény cselekményhiányát, a nem meggyőző főszereplőt és a könyv szenvedélytelenségét. Jones azt mondta, hogy Aldridge-nek "lenyűgöző adottságai" vannak regényíróként, de olyan témát kellett találnia, amely "igazán feldobja". A regényre jobb visszhangot adott Walter Havighurst, aki a Saturday Review-ban írt és "provokatív regénynek nevezte... amely az emberek, a gépek és a politika tekintélyes tudásával íródott". A Kirkus Reviews egyik kritikája a regényt úgy méltatta, hogy "talán a legfontosabb munkája, és az arabok konfliktusairól, ellentmondásairól és dilemmáiról alkotott képében implicit módon... A világ szabadságáért vívott harcának tágabb látásmódja van, ahol a gépek által irányított társadalom válik a normává."
Aldridge visszatért a második világháborúba következő regényével, a I Wish He Would Not Die (1957) című drámával, amely az egyiptomi sivatagi légierőnél játszódik. A Kirkus Reviews hatásos műnek minősítette, amely "a stressz alatt élő és fokozott emberiségtudattal rendelkező férfiakkal foglalkozik, és bemutatja azokat a problémákat, amelyek foglalkoztatják őket..." Aldridge közvetlen tapasztalatai Egyiptomról a háborús korszak külföldi tudósítójaként és később regényíróként is ihlette az 1961-es, The Last Exile című regényt, amely az 1957-es szuezi válság zűrzavara közepette játszódik. A regény, Aldridge egyik leghosszabb és legambiciózusabb regénye, kevésbé kedvező kritikákat kapott, mint a korábbi munkái. Hal Lehrman a Saturday Review-ban „dagadt unalomnak” titulálta.
Aldridge továbbra is aktuális eseményekből merített ihletet, és a Kelet és Nyugat közötti hidegháborús feszültségek adták neki a témát következő regényéhez: A Captive in the Land (1962), amely az Északi-sark fagyos pusztáin játszódik, ahol egy angol tudós megmenti egy lezuhant orosz repülőgép egyetlen túlélőjét. Mint minden politikai témájú munkájában, itt is megpróbálta feltárni az összes nézőpontot és megjeleníteni a „szürke” zónát az ellentétes erők és hiedelmek között. Ebben az esetben az angolt nyugati társai kezdetben hősnek tekintik, később azonban egyre gyanakvóbban kezelik az orosz kiszabadítására tett erőfeszítései miatt. WG Rogers a Saturday Review-ban így méltatta a regényt: "...az erkölcsi kaland itt nagyobb kihívást jelent, és jobb és gyorsabb olvasmány, mint a fizikai. De végig egy lebilincselő történet, amely a bőröd alá kerül és ott is marad. A regényből 1993-ban készült azonos című film.
Az 1960-as évek közepétől Aldridge számos műve gyermekeknek és fiataloknak íródott, és számos későbbi műve szülőföldjén, Ausztráliában játszódik. 1966-os My Brother Tom című regénye a kitalált ausztráliai St Helen városában játszódik, szorosan a Murray folyó melletti Swan Hill városán alapul, ahol gyermekkorának nagy részét töltötte. Ez a regény, amely az első a St Helenában játszódó hat darabból álló sorozatból, miközben két fiatal szerelmi történetét mutatja be, morális és politikai dilemmákat és elképzeléseket tárt fel, jelen esetben a város katolikus és protestáns polgárai közötti súlyos feszültségeket. A regényből 1986-ban tévés minisorozat lett, Gordon Jackson és Keith Michell főszereplésével. A St Helen sorozat másik része, a The True Story of Lilli Stubeck, 1995-ben a Children's Book Council of Australia az év könyvévé választotta. 1973-ban írt gyermekregényét, a Sporting Proposition-t az 1975-ös, Ride a Wild Pony című Disney-filmnek adaptálták.
1971-ben a 7. Moszkvai Nemzetközi Filmfesztivál zsűrijének tagja volt. Aldridge 1972-ben Lenin-békedíjat kapott "a béke megőrzéséért folytatott kiemelkedő küzdelméért". Abban az évben megnyerte a Nemzetközi Újságírók Szervezetének aranyérmét. Elnyerte a Béke Világtanácsának aranyérmét is. A The True Story of Spit Macphee (Viking, 1986) című könyvéért elnyerte az éves Guardian Children's Fiction Prize díjat, egy olyan egyszeri könyvdíjat, amelyet egy brit gyermekírók zsűrije ítél oda.

## Művei
- Signed with Their Honour (Brown, Little & Co, 1942)
- The Sea Eagle (Michael Joseph, 1944), a John Llewellyn Rhys-díj nyertese, 1945
- Of Many Men (Michael Joseph, 1946)
- The Diplomat (Bodley Head, 1949)
- The Hunter (Bodley Head, 1950)
- Heroes of the Empty View (Bodley Head, 1954)
- Undersea Hunting for Inexperienced Englishmen (Allen & Unwin, 1955)
- I Wish He Would Not Die (Bodley Head, 1957)
- The Last Exile (Hamish Hamilton, 1961)
- A Captive in the Land (Hamish Hamilton, 1962)
- My Brother Tom (Hamish Hamilton, 1966)
- The Statesman's Game (Hamish Hamilton, 1966)
- The Flying 19 (Hamish Hamilton,1966)
- Cairo – Biography of a City (1969)
- Living Egypt, with Paul Strand(wd)[43] (1969)
- A Sporting Proposition (Ride a Wild Pony) (Little Brown, 1973)
- The Untouchable Juli (Little Brown, 1974)
- Mockery in Arms (Little Brown, 1974)
- The Marvellous Mongolian (Macmillan, 1974)
- One Last Glimpse (Michael Joseph, 1977)
- Goodbye Un-America (Michael Joseph, 1979)
- The Broken Saddle (Julia Macrae, 1982)
- The True Story of Lilli Stubeck (Hyland House, 1984)
- The True Story of Spit Macphee (Viking, 1986), a Guardian Prize és a New South Wales Premier's Literary Award irodalmi díjának nyertese
- The True Story of Lola Mackellar (Viking, 1992)
- The Girl from the Sea (Penguin, 2002)
- The Wings of Kitty St Clair (Penguin, 2006)

### Filmek
- Disneyland (TV-sorozat, 1954–1997) – (A Sporting Proposition)
- Robin Hood kalandjai (TV-sorozat, 1955–1960) – (forgatókönyv)
- Számíthatsz rám (Последний дюйм) – szovjet film Aldridge novellája alapján (1959) – (The Last Inch)
- Ride a Wild Pony (1975) – (A Sporting Proposition)
- Diplomat (TV-film, 1982) – (The Diplomat)
- My Brother Tom (TV mini sorozat, 1988)) – (My Brother Tom)
- Spit MacPhee (TV mini sorozat, 1988) – (The True Story of Spit MacPhee 1986)
- A Captive in the Land (1990) – (A Captive in the Land)

### Magyarul
- A vadász (The Hunter) – Európa, Budapest, 1959 · fordította: Kis Ferencné
- Az utolsó árnyék (Of many men) – Zrínyi, Budapest, 1967 · fordította: Imre Katalin
- Végső menedék (The Last Exile) – Zrínyi, Budapest, 1969 · fordította: Imre Katalin
- Testvérem, Tom (My Brother Tom) – Magvető, Budapest, 1973 · fordította: Imre Katalin
- Még egy utolsó pillantás (One Last Glimpse) – Magvető, Budapest, 1977 · ISBN 9632712463 · fordította: Nemes László
- A diplomata (The Diplomat) – Kossuth, Budapest, 1981 · ISBN 9630917807 · fordította: Boldizsár Iván
- Amerikai párbaj (Goodbye Un-America) – Magvető, Budapest, 1983 · ISBN 963271962x · fordította: Imre Katalin
- Hihetetlen visszatérés (The Marvellous Mongolian) – Zrínyi, Budapest, 1989 · ISBN 9633270596 · fordította: Striker Judit · illusztrálta: Vara Tibor
- MacGregor küldetése (Mockery in Arms) – Zrínyi, Budapest, 1989 · ISBN 9633267870 · fordította: Dobos Éva
- Tengeri sas (The Sea Eagle) – Kossuth, Budapest, 1994 · ISBN 963093700X · fordította: Kilényi Mária

## Fordítás
- Ez a szócikk részben vagy egészben  a   James Aldridge című angol Wikipédia-szócikk fordításán alapul.  Az eredeti cikk szerkesztőit annak laptörténete sorolja fel. Ez a jelzés csupán a megfogalmazás eredetét és a szerzői jogokat jelzi, nem szolgál a cikkben szereplő információk forrásmegjelöléseként.